# Nancray
Nancray é uma comuna francesa na região administrativa de Borgonha-Franco-Condado, no departamento de Doubs. Estende-se por uma área de 16,48 km². Em 2010 a comuna tinha 1 286 habitantes (densidade: 78 hab./km²).